# Порече (Випава)
Порече (словен. Poreče) — невелике поселення у верхній частині долини Випави в общині Випава. Висота над рівнем моря: 164,3 метрів.